# 中国盐业集团
中国盐业集团有限公司，原名中国盐业总公司、中国盐业公司，创立于1950年，是中华人民共和国全境的食盐生产经营主体，现为国务院国资委管理下垄断性国有大型企业和中央企业，在2007年度中国企业500强排名中名列第449。公司资产规模將近200亿元，职工3.4万余人。

## 历史

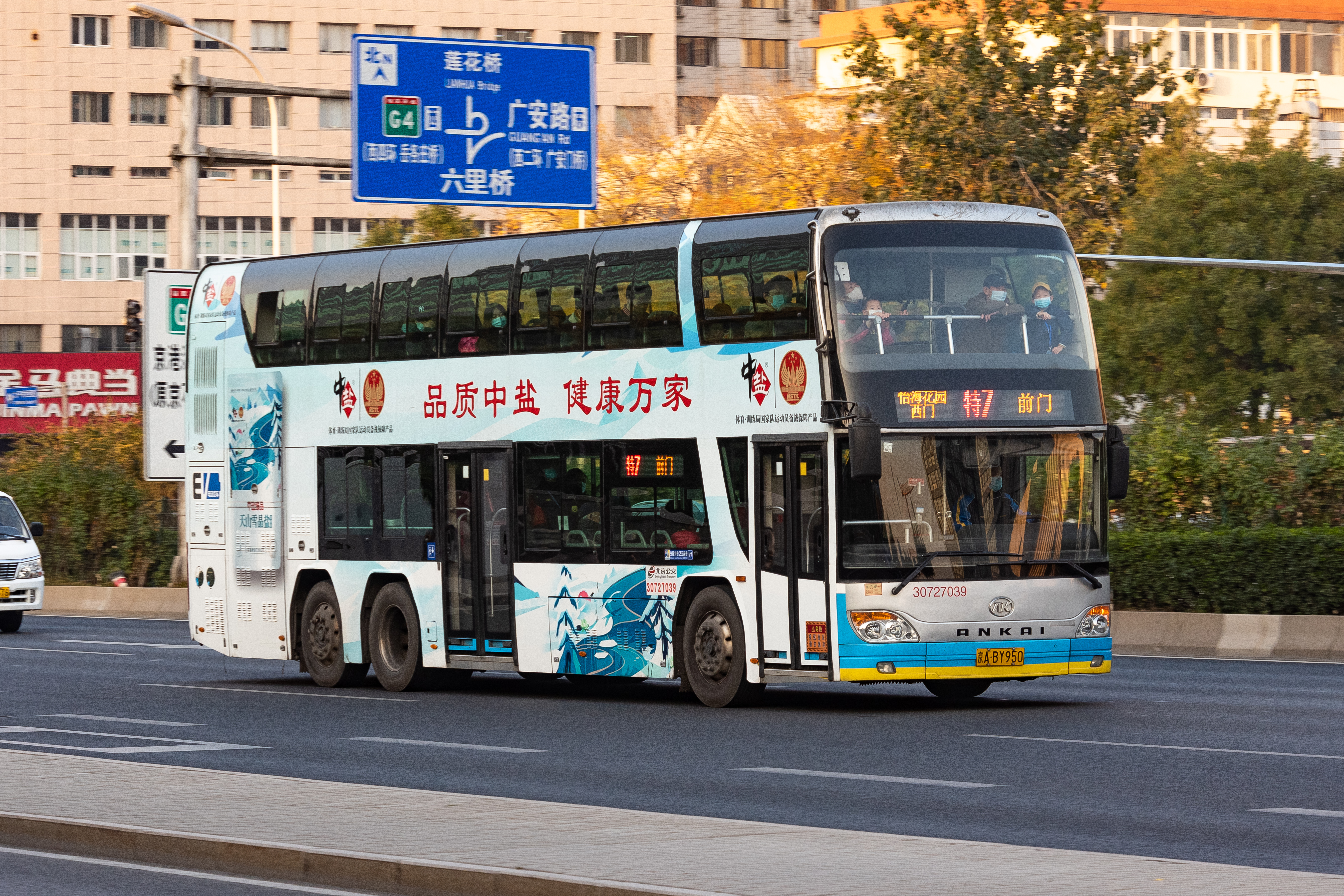
中盐集团在北京公交投放的巴士廣告

1949年中华人民共和国成立前后，在各地接管了中华民国财政部盐务总局的分支机构。
1949年11月12日，中央人民政府政务院财政经济委员会召开第一次全国税务会议，决定在财政部下设盐务局负责管理全国盐的生产和盐税征解。根据1949年12月中财委召开全国首届盐务会议决定：“生产归工业 ,运销归贸易 ,税收归财政”的方针，1950年2月5日成立中央人民政府贸易部中国盐业公司，中央人民政府贸易部国内贸易司司长王文波兼中国盐业公司经理 , 天津市军管委盐务局军代表、长芦盐业公司经理李秋野为副经理。1950年3月8日财政部盐务总局在北京正式成立，张道吾任局长。1950年4月6日中财委批准《中央人民政府财政部各级盐务机关组织规程》，在各大行政区及各省相继建立盐务管理机构：
- 东北盐务管理局：局长余坚
- 长芦盐务管理局：局长张道吾兼
- 华东区盐务管理局：局长陈国栋兼
- 西北区盐务局：局长高希平
- 西南区盐务局：局长邓存伦
- 两广盐务局：局长何世庸（起义人士）

此时，东北盐业由东北人民政府粮食部门统一经营；全国盐的生产、盐税和西北、西南两大区盐的运销由中央财政部盐务总局统一管理，大区盐务局经营；华北、华东、中南三大区盐的采购、运销由中国盐业公司负责。1950年6月，对私营盐场与个体盐户实施统一收购，即“公收”政策。
1952年6月，中财委决定将财政部盐务总局及其所属机构成建制地划归轻工业部领导。1954年4月1日，中国盐业公司并入轻工业部盐务总局的内设的负责运销部门。 1954年6月撤销大行政区，华东盐务管理局随之撤销，东北盐务管理局改为辽宁省盐务管理局，西北与西南盐务局暂时保留。1956年5月，盐务总局划归国家食品工业部，由供销局领导。1958年2月，食品工业部并入轻工业部。各分支生产、运销、科研设计机构均下放地方管理。1958年6月，盐务总局精简为制盐工业局，编制30人。在试办托拉斯运动中，1964年5月成立盐务总局与中国盐业公司，一个机构两块牌子，局长兼经理张圻之，产、运、销、税集中统一管理。1968年11月，撤销盐务总局与中国盐业公司，在第一轻工业部生产业务组内设一个2人编制的盐业组，统一归口管理全国盐业。1978年3月，轻工业部成立盐务局，局长张圻之。1980年2月，国家經貿委恢复设立盐务总局与中国盐业公司，一个机构两块牌子，局长兼经理张圻之，鹽業改歸經貿委的「國家輕工業局」管理。
2000年，中国盐业总公司与国家轻工业局脱钩。2003年第十屆全國人大第一次會議決議撤銷國家經貿委，改歸國務院國資委管理。